# Canatlán
Canatlán är en ort i Mexiko.   Den ligger i kommunen Canatlán och delstaten Durango, i den centrala delen av landet, 800 km nordväst om huvudstaden Mexico City. Canatlán ligger 1 950 meter över havet och antalet invånare är 10 342.
Terrängen runt Canatlán är kuperad västerut, men österut är den platt. Runt Canatlán är det glesbefolkat, med 9 invånare per kvadratkilometer. Canatlán är det största samhället i trakten. Trakten runt Canatlán består till största delen av jordbruksmark.